# Kurtin

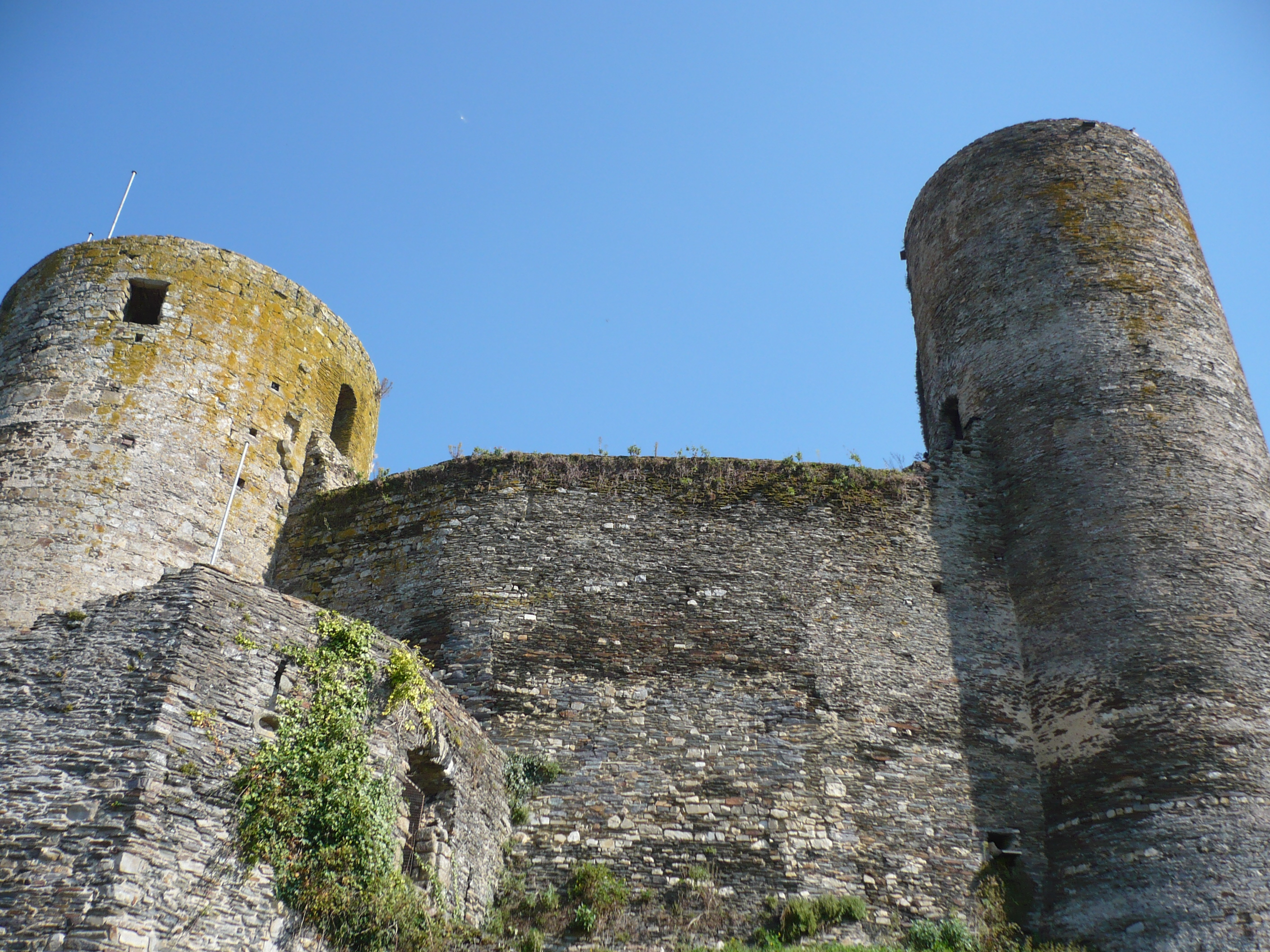
Kurtin som förbinder två försvarstorn i den medeltida franska borgen Pouancé.

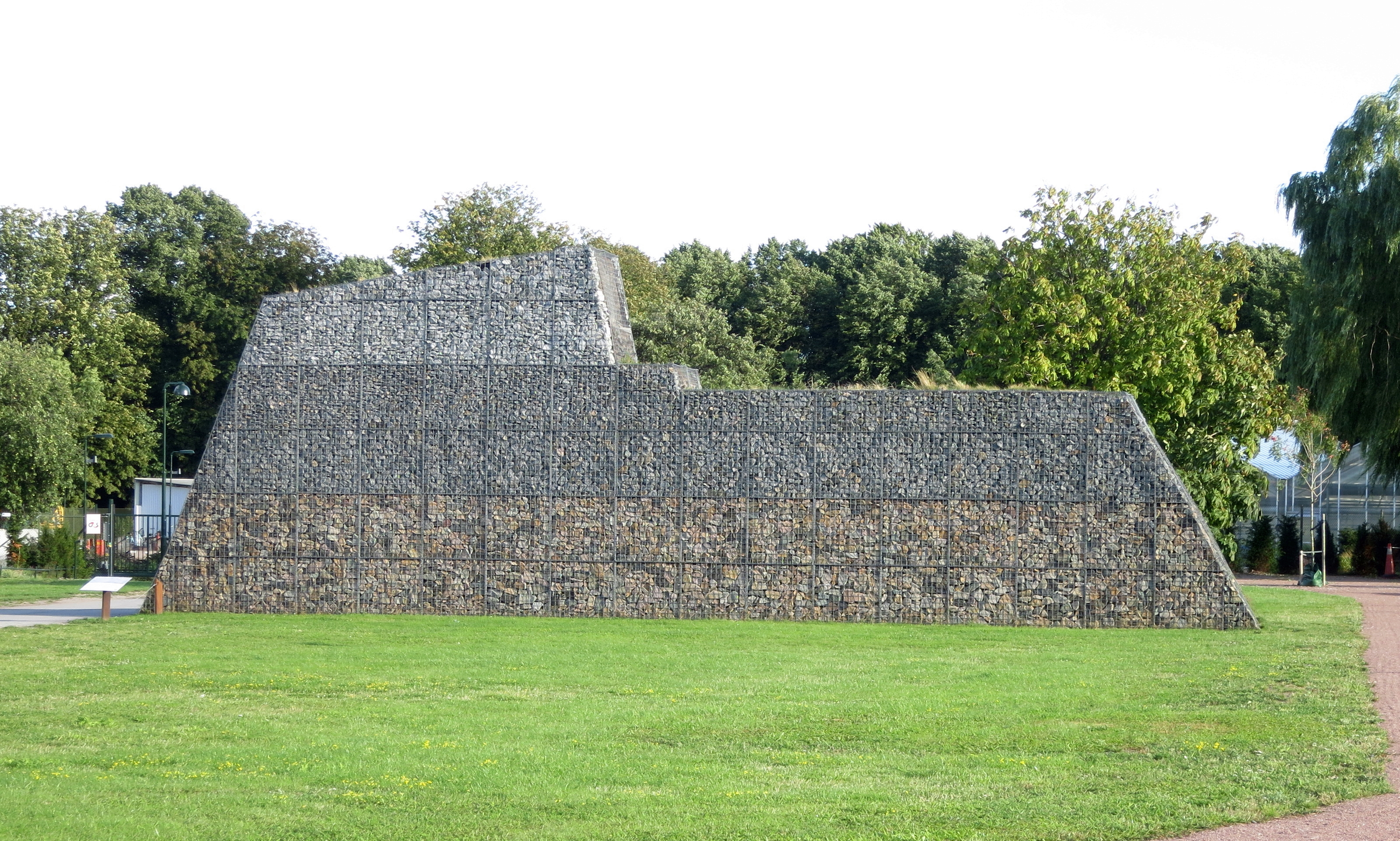
Rekonstruerad kurtinelement vid Malmöhus slott.

Kurtin (franska courtine, förhänge), eller kurtinmur, är en mur eller vall i en medeltida fästning som sammanlänkar anläggningens försvarstorn. I en bastionsfästning är kurtinen den vanligen raka befästningslinje som förbinder två närliggande bastioner och utgör den bastionerade frontens bäst skyddade linje, huvudlinjen. På en bastionsfästning skyddas kurtinen vanligen av ett utanverk, som kallas ravelin.

Kurtin (9) som förbinder två olika bastioner (1 och 2) i en bastionsfästning.